# Salia remulcens
Salia remulcens là một loài bướm đêm trong họ Noctuidae.